# مایکون دوس سانتوس
مایکون دوس سانتوس (به پرتغالی: Maicon dos Santos) هافبک اهل برزیل است که در شهر Rio do Sul و در تاریخ ۱۸ سپتامبر ۱۹۸۱ به دنیا آمده‌است.
مایکون دوس سانتوس در تیم‌های فوتبال Metropolitano سابقهٔ حضور دارد.